# Paris (песня Сабрины Карпентер)
«Paris» — песня, записанная американской певицей Сабриной Карпентер с её третьего студийного альбома Singular: Act I (2018), ставшая вторым треком альбома. Трек был написан Карпентером, Бреттом Маклафлином и Джейсоном Эвиганом, при этом Эвиган занимался продюсированием, а Маклафлин и Джиан Стоун продюсировали вокал. Песня была выпущена лейблом Hollywood Records в качестве первого промо-сингла с альбома Singular: Act II 24 октября 2018 года вместе с предварительным заказом альбома. В песне рассказывается о Париже, городе любви, и размышлениях о возлюбленном в Лос-Анджелесе, находясь там.

## Предыстория и запись
«Paris» был написан в мае 2017 года Карпентером, Бреттом Маклафлином и Джейсоном Эвиганом после первой поездки Карпентер в Париж в день её 18-летия. Во время записи в студии Chumba Meadows в Тарзане, Калифорния, Лиланд спросил Карпентер о её поездке в Париж, и Эвиган начала играть восточноевропейские аккорды, и именно тогда они приступили к написанию песни.

## Композиция и лирическая интерпретация
В музыкальном плане «Paris» — это песня в стиле R & B продолжительностью три минуты и тридцать пять секунд. В лирическом плане песня рассказывает о пребывании Карпентера в Париже, городе любви, и напоминает ему о любовнике из Лос-Анджелеса, находясь там. Карпентер заявила, что лирика «Почему мне потребовалось так много времени, чтобы узнать это / Страшно поставить воду с розами» — её любимая лирика с альбома, она объяснила текст словами: «Ты целенаправленно не позволяешь себе что-то видеть, […] расти в плане, но это было прямо перед вами».

## Критический прием
The Line of Best Fit написали: «Отличный первый промо-сингл альбома „Paris“ включает колокольчики и синтезаторы, когда она поет о возвращении к старой музе после знакомства с новым городом». Майк Нейд из Idolator сказал: «„Париж“. Ода городу любви» […] «Однако вместо того, чтобы переспать с сексуальной парижанкой, восходящую звезду засыпают воспоминаниями о её возлюбленном из Лос-Анджелеса».

## Музыкальное видео
Музыкальное видео было выпущено на Vevo и YouTube 21 декабря 2018 года. Карпентер дразнил фотографиями из музыкального видео, приближающимися к дате его выхода. Режиссёром фильма выступил Джаспер Кейбл-Александер, и в нём показаны клипы Карпентера в гостиничном номере и на улицах Парижа.

## Живые выступления
Карпентер дебютировала с песней на мероприятии Singular: Act I в Лондоне. Песня была двенадцатой, исполненной в туре Singular. Кроме того, она исполнила песню в серии летних концертов Good Morning America.

## Кредиты и персонал

### Запись и менеджмент
- Записано в Chumba Meadows (Тарзана, Калифорния)
- Сведение в Hercules St. Studios (Сидней)
- Мастеринг в Sterling Sound (Нью-Йорк)

Платиновые песни BMG/Музыка Bad Robot (BMI) (все права принадлежат BMG Rights Management (US) LLC), EMI April Music Inc/Домашняя сальса Боба Очоа (ASCAP), музыка Seven Summits Music (BMI) obo и музыка Pink Mic (BMI)

### Персонал
- Сабрина Карпентер — вокал, написание песен
- Бретт Маклафлин — написание песен, продюсирование вокала, инженерия
- Джейсон Эвиган — написание песен, продюсирование, вокальное продюсирование, все инструменты, программирование
- Джан Стоун — вокал, продюсирование, инженерия
- Эрик Дж. Дубовски — сведение
- Тим Уотт — ассистент по микшированию
- Крис Герингер — мастеринг
- Титры адаптированы из Singular: Act I.